# William Sadler (pintor)

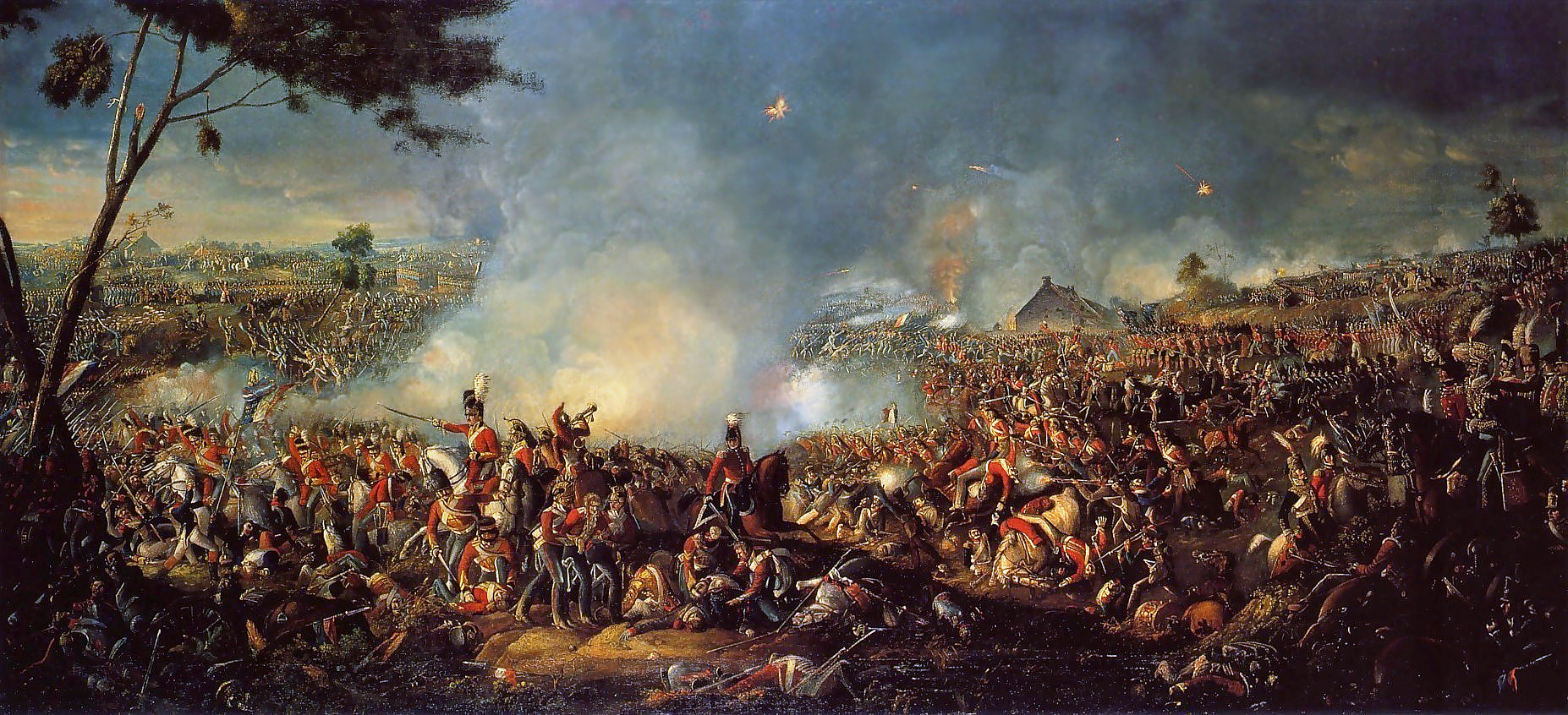
La batalla de Waterloo, óleo sobre lienzo, 81 x 177 cm.

William Sadler II fue un pintor irlandés nacido en torno a 1782 y fallecido en 1839, fundamentalmente dedicado a la pintura paisajista. 

## Biografía
William Sadler II era el hijo del retratista y grabador William Sadler. Dos de sus hijos se convirtieron en pintores, siendo el mayor William Sadler III. (Los números después de cada nombre se utiliza simplemente para distinguir a uno de otro). 
Creció en Dublín y allí expuso sus pinturas entre 1809 y 1821. En 1828 y 1833 expuso en la Royal Hibernian Academy. Su estilo estuvo fuertemente influenciado por el de la pintura holandesa. También enseñó pintura, destacando entre sus alumnos James Arthur O'Connor. 
Sadler vivió en varias localidades antes de asentarse en Manders' Building, Ranelagh, donde murió en diciembre de 1839. 

## Obra
- Una vista del Salmon Leap, Leixlip, c. 1810; National Gallery of Ireland.
- Donnybrook Fair, c. 1839; colección de Brian P. Burns.
- La batalla de Waterloo
- Puerto de Dublín
- Capricho londinense, con la quema de la aduana